# Chromatomyia kluanensis
Chromatomyia kluanensis este o specie de muște din genul Chromatomyia, familia Agromyzidae, descrisă de Griffiths în anul 1974. Conform Catalogue of Life specia Chromatomyia kluanensis nu are subspecii cunoscute.